# Baýram Durdyýew
Baýram Öwezowiç Durdyýew, ros. Байрам Овезович Дурдыев, Bajram Owiezowicz Durdyjew (ur. 1955 w Aszchabadzie, Turkmeńska SRR) – turkmeński piłkarz, grający na pozycji obrońcy, trener piłkarski.

## Kariera piłkarska
W 1973 rozpoczął karierę piłkarską w klubie Stroitel Aszchabad, który potem zmienił nazwę na Kolhozçi. W klubie występował przez 12 lat i zakończył karierę piłkarza w roku 1985.

## Kariera trenerska
Po zakończeniu kariery piłkarza rozpoczął pracę szkoleniowca. W 1988 został zaproszony do sztabu szkoleniowego rodzimego klubu Köpetdag Aszchabad, w którym najpierw pomagał trenować, a w 1990 został mianowany na stanowisko głównego trenera klubu, którym kierował do 1996. Również we wrześniu 1999 roku został mianowany na stanowisko selekcjonera narodowej reprezentacji Turkmenistanu, gdzie pracował do października 1996 roku. W 1997 stał na czele kazachskiego klubu Jelimaj Semipałatyńsk. W 2001 przez pół sezonu prowadził Galkan Aszchabad, a w lipcu wrócił do kierowania Köpetdagiem Aszchabad. W 2002 również pomagał trenować reprezentację Turkmenistanu. Od 2004 do 2005 szkolił irański klub Sanat Naft Abadan. W latach 2007–2010 prowadził Talyp Sporty Aszchabad. W 2012 stał na czele Ahal FK. W 2013 zmienił klub na Altyn Asyr Aszchabad. W 2014 został ponownie zaproszony na stanowisko głównego trenera Talyp Sporty Aszchabad.

## Sukcesy i odznaczenia

### Sukcesy piłkarskie
Stroitel/Kolhozçi Aszchabad
- wicemistrz strefy 9 Wtoroj ligi ZSRR: 1975, 1991

### Sukcesy trenerskie
Köpetdag Aszchabad
- mistrz Turkmenistanu: 1992, 1993, 1994, 1995
- wicemistrz Turkmenistanu: 1996, 2001
- zdobywca Pucharu Turkmenistanu: 1993, 1994, 2001
- finalista Pucharu Turkmenistanu: 1995

### Odznaczenia
- tytuł Mistrza Sportu
- tytuł Zasłużonego Trenera Turkmenistanu